# Patrice Prat

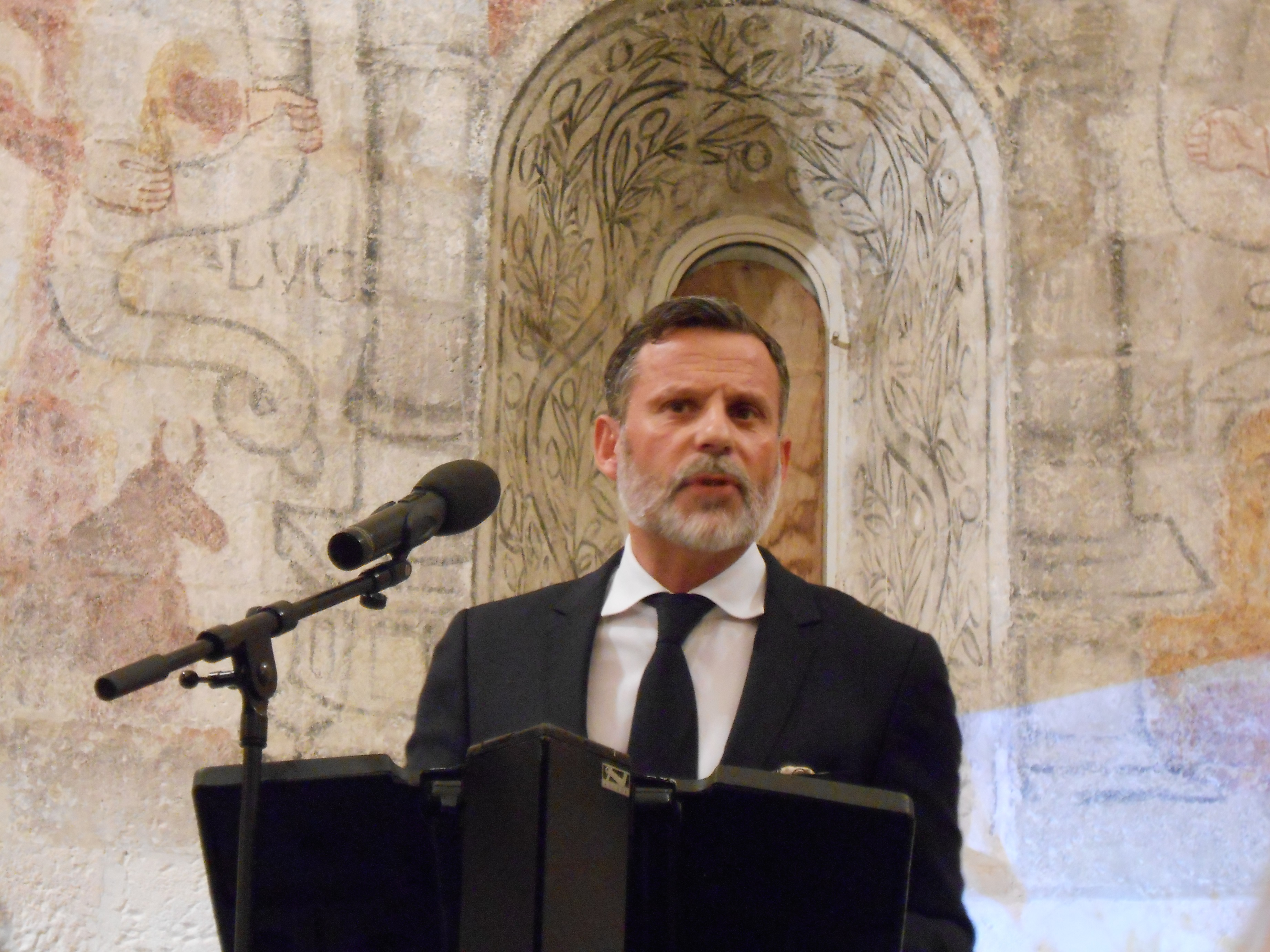
Patrice Prat

Patrice Prat (* 28. November 1965 in Bagnols-sur-Cèze) ist ein französischer Politiker. Er ist seit 2012 Abgeordneter der Nationalversammlung.
Prat studierte in Nîmes und Montpellier und begann seine politische Karriere als Parlamentarischer Assistent. Später wurde er Berater des Politikers Alain Journet. Mit der Wahl zum Bürgermeister der Gemeinde Laudun-l’Ardoise erlangte Prat, Mitglied der Parti socialiste sein erstes politisches Mandat. 2004 zog er in den Generalrat des Départements Gard ein und 2008 wurde er zum Präsidenten des Gemeindeverbands Rhône-Cèze-Languedoc. Bei den Wahlen 2012 trat Prat, der als Vertrauter der sozialistischen Spitzenpolitikerin Martine Aubry gilt, in einem eher rechts orientierten Wahlkreis an. Dennoch konnte er sich im zweiten Wahlgang mit 41,4 % durchsetzen, da der bisherige konservative Abgeordnete Jean-Marc Roubaud (38,0 %) und der Rechtsextreme Gilles Caïtucoli (20,5 %) gemeinsam zwar mehr Stimmen erreichten, mangels Einigung der Rechten auf einen gemeinsamen Kandidaten jedoch scheiterten. Prat gab nach seinem Wahlerfolg sein Amt als Präsident des Gemeindeverbands sowie sein Mandat im Generalrat auf.